# Revista de Investigación y Educación en Ciencias de la Salud
La Revista de Investigación y Educación en Ciencias de la Salud (RIECS) es una publicación científica de la Facultad de Medicina y Ciencias de la Salud de la Universidad de Alcalá.

## Características
La Revista de Investigación y Educación en Ciencias de la Salud inició su publicación el 16 de septiembre de 2016, editada por la Facultad de Medicina y Ciencias de la Salud de la Universidad de Alcalá, con sede en Alcalá de Henares (Comunidad de Madrid - España). Su objetivo general es "abrir un ámbito de expresión y comunicación en los campos de la educación y la investigación a todos los miembros de la comunidad universitaria, a todos los colectivos y a todas las titulaciones" relacionadas con las ciencias de la salud. Está disponible para estudiantes, profesores e investigadores que desarrollan su labor en Ciencias de la Actividad Física y del Deporte (CCAFYDE), Enfermería, Fisioterapia y Medicina. Ofreciendo un foro para exponer y compartir sus artículos, previa revisión por pares, con la comunidad científica y universitaria. Los estudios que lo requirieren, deben ser aprobados por los Comités de Ética e Investigación de la Facultad de Medicina y Ciencias de la Salud, o de los centros sanitarios vinculados a la Universidad de Alcalá. 
La revista RIECS está disponible en línea, con acceso abierto y gratuito en formato PDF. Los trabajos se publican semestralmente, contando, además, con números suplementarios dedicados a los trabajos fin de grado y fin de máster, o con temas monográficos (mindfulness, acción humanitaria, malaria y red de comunicación entre órganos). Acepta artículos originales en español e inglés. Abarca todas las áreas relacionadas con la salud, desde las materias de formación académica básica, hasta otras de carácter clínico, incluyendo los aspectos sociales y humanísticos. Está indexada en Dialnet, Crossref, SUDOC, Open Alex, Fatcat y eBUAH. Tiene asignados los códigos ISSN 2530-2787 y doi 10.37536/RIECS. Esta obra está sujeta a la licencia de "Reconocimiento 4.0 Internacional de Creative Commons".
Su  portada presenta, como ilustración, una estrella de seis puntas con el fondo azul y florón dorado del que sobresale una piña. Este detalle artístico forma parte de un casetón del artesonado del Paraninfo de la Universidad de Alcalá.
En el logotipo de la revista aparecen representados su acrónimo (RIECS), el escudo de la Universidad de Alcalá en color azul, y cuatro  becas universitarias cuyos colores simbolizan diferentes titulaciones académicas en ciencias de la salud: Ciencias de la Actividad Física y del Deporte (verde claro), Fisioterapia (verde oscuro), Enfermería (gris) y Medicina (amarillo).

## Equipo editorial
El equipo editorial está compuesto por un director editorial, un comité editorial, un comité científico y los decanos de las Facultades de Medicina de la Comunidad de Madrid. Sigue los principios de transparencia en la gestión y edición indicadas por organismos como OASPA (Open Access Scholarly Publishers Association), COPE (Committee on Publication Ethics), WAME (World Association of Medical Editors) y se adhiere a las buenas prácticas científicas adoptadas por el CSIC (Consejo Superior de Investigaciones Científicas) de España.
| Período           | Nombre                         | Imagen |
| ----------------- | ------------------------------ | ------ |
| 2016 - 2023       | Manuel Rodríguez Zapata        |        |
| 2023 - actualidad | Gabriel de Arriba de la Fuente |        |